# Ravanusa
Ravanusa es un municipio italiano perteneciente a la región de Sicilia y situado en la provincia de Agrigento. La denominación utilizada para sus habitantes es ravanusano/ravanusana.

## Evolución demográfica
| Gráfica de evolución demográfica de Ravanusa entre 1861 y 2001 |
|                                                                |
| Fuente ISTAT - elaboración gráfica de Wikipedia                |

## Historia
Ravanusa es un municipio cuya fundación se estima hacia el año 1086, bajo la dominación normanda, año en el que Ruggero d'Altavilla conquistó Agrigento y los territorios circundantes. 
La fiesta más importante es la llamada "festa di mezz'augustu", es decir, fiesta de mitad de agosto, ya que tiene lugar el 15 de agosto. El patrón del municipio es San Vito y se celebra el 15 de junio.
Ravanusa también ha sido denominada "Ciudad del Monte Saraceno", el nombre da la colina cercana. El Monte Saraceno fue llamado así por un error de atribución de algunos autores del siglo XVIII que pensaron que las ruinas del monte pertenecían a una ciudad destruida en la cima. En realidad los estudios más recientes han estimado que esta zona era habitada por los Sicanos entre el siglo VIII y el siglo VII a. C., sucesivamente por los griegos, los cuales permanecieron allí hasta los primeros decenios del siglo III a. C. De estos periodos se puede admirar una importante colección en el Museo Archeologico Salvatore Lauricella di Ravanusa. La obra más importante del museo es el llamado Sátiro, un jarrón de origen griego con gran detallismo y calidad.